# هتل شر
هتل شر (به معنای ساحل) ساختمان تقریباً تازه تأسیسی در خیابان اوشن، واقع در سانتا مونیکای ایالت کالیفرنیاست و تنها هتل این شهر است که طراحی را با هدف اصلی ذخیره و صرفه جویی انرژی پیش برد و به خاطر رعایت ضوابط پایداری و زیست‌محیطی مفتخر به دریافت نشان طلای LEED شد.

## معماری هتل
این هتل با دو سازمان دیگر همکاری دارد: یکی بنیاد غیر انتفاعی سیثوس که در زمینه ارتقای آگاهی و دانش افراد در رابطه با زیستگاه‌های آبی و سلامت اقیانوس‌ها همکاری داشته و ترویج گر این مفهوم هستند که گذران تجربه‌ای مجلل با حفظ تعادل بین طبیعت و انسان میسر و تا چه حد آسان است، و دیگری بنیادی به نام Clean The Word که به جمع‌آوری و بازیافت پسماندهایی مانند صابون و شامپو می‌پردازد. محصولات بهداشتی حاصل از این بازیافت به دست مردم محروم می‌رسد و به این ترتیب سالانه از میلیون مرگ ناشی از آلودگی‌های بهداشتی جلوگیری می‌شود. هتل از مهمانان خود با بهترین تجربه‌های اقامت ساحلی و فعالیت‌های طبیعت دوستانه پذیرایی می‌کند. هرچه باشد، ۱ منطقه زیبایی ست و لازم است گردشگران به سلامت محیط احترام بگذارند. کسب تجربه‌ای استثنایی در یک هتل می‌تواند بر ذهنیت افراد تأثیر مثبت و ماندگاری بگذارد.
شرکت معماران جنسلر، مستقر در لوس آنجلس، معماران طراح این هتل هستند و تلفیق طراحی مدرن و هنر با سیستم‌های مصرف بهینه انرژی در تمام بخش‌های هتل از جمله اتاق‌های هتل، سرویس اسپا، استخر خورشیدی (تامین گرمایش از انرژی خورشید)، فضای جلسات، باشگاه بدن سازی شبانه‌روزی و غذاخوری‌ها مشهود است. آن‌ها پیش از این پروژه‌های بورلی هیلتن و برج ریتز-کارلتن را به ثمر رسانده بودند. استخر از طرفی رو به ساحل و از طرف بالا به آسمان دید دارد و پیرامون آن انواع گیاهان خوش منظره کاشته شده تا فضای دلپذیر و شادابی را فراهم آورند. مخصوصاً شب‌ها نشستن در کنار آب و تماشای ستاره‌ها خاطره‌ای کم‌نظیر می‌سازد.
هتلشر دارای ۱۶۴ اتاق مهمان است که با رنگ‌های فیروزه‌ای، نارنجی و سفید و مبلمان چوبی دکور شده‌اند و حداکثر متریال مبلمان قابل بازیافت هستند (مانند فرش‌هایی که حداقل نایلون را در بافت دارند). مبلمان مختص این پروژه طراحی و ساخته شدند. رنگ فضای داخلی حداقل بخار را ساطع کرده (دقت در به کرگیری مواد آلی فرار) و دیوارپوش کاملاً قابل بازیافت می‌باشند. ملحفه نیز ۱۰۰٪ کتان خالص مصری هستند. هر اتاق دارای بالکنی اختصاص رو به اقیانوس و منظره شهر است که تهویه و دید عای فراهم می‌کنند. هتل برای حصول حداکثر بازده سبز از متخصصان محیط زیست و پایداری در آموزش کارکنان و کمک به مهمانان خود استفاده می‌کند و ضوابط هتل داری و نظافت سبز هم که مصرانه در هتل اجرا می‌شود، مهمانان و کارکنان را در معرض کمترین آلاینده‌های بالقوه خطرناک و شیمیایی قرار می‌دهد.
موارد اخیر از ابتکارات دکتر سیروس فرزام، پدر مدیر اصلی هتل (استیو فرزام) و معاونین هتل (رابرت و جان فرزام و لیدا خرسندی) بود. استیو فرزام می‌گوید: ماهمگی در جامعه بزرگ می‌شویم، در جامعه زندگی می‌کنیم و حالا هم داریم در دل همین جامعه همین جا کار می‌کنیم. ما در حرکت به جلو در صدد کاهش آلاینده‌های کربنی هستیم و می‌خواهیم راه را برای احداث ساختمان‌های سبز و پایدار در سانتا مونیکا و فراتر از آن هموار سازیم. ایجاد ۶۰ شغل دایمی برای افراد منطقه در این هتل از دیگر مزیت‌های احداث ساختمان بود که البته در رفت و آمد به محل کارشان تشویق  به استفاده از دوچرخه می‌شوند. از آنجا که حدود ۹۰٪ فضای داخلی به‌طور مستقیم از بیرون دید دارد، یکی از ظرافت‌های طراحی داخلی هتل، کشاندن طبیعت ساحلی اطراف به داخل ساختمان است، دیوارهای لابی سنداستون شیری رنگ هستند و فضای پلان باز پذیرش با دیوارهای شیشه‌ای، رو به اقیانوس و گیاهان بومی دارد. پلان ساختمان اصلی، U شکل است و یک استخر و پاسیو در زیر سقفی با خرپاهای فولادی جای گرفته‌اند. همه چیز ظاهر و حس جاری در هتل، مدرن، راحت و امروزی ست. ساختمان اصلی دارای یک پل آسمانی است که به سری دوم اتاق‌ها راه دارد. همچنین یک فضای عمومی بی نظیر در همکف هتل قرار دارد که به پذیرایی از عابران و شهروندان محلی می‌پردازد و تعدادی نیمکت در فضای سبز پارک هتل نصب شده، به این منظور که مرز تفکیکی بین هتل و شهر را کم رنگ کند. مدیر روابط عمومی، دارل جونز می‌گوید: ما معتقدیم آنچه که برای محیط زیست خوب است، برایتجارت هم خوب است. ما می‌خواهیم مسافران در سانتا مونیکا با هزینه‌ای منصفانه تجربه‌ای ناب را از سر بگذرانند. در حالی که پیوسته به فکر محیط زیست خود هم هستند. یک پارکینگ زیرزمینی ۴ طبقه با ظرفیت۳۰۰اتومبیل برای مهمانان و سالن‌های گردهمایی و جلسات با نمای رو به ساحل(۷۴ متر مربع) و پاسیو (۱۰۰متر مربع) جزو تسهیلات دیگر هتلشر هستند. 